# 오쿠도카이역
오쿠도카이역(일본어: 奥洞海駅)은 일본 후쿠오카현 기타큐슈시 와카마쓰구에 위치한 규슈 여객철도 지쿠호 본선의 철도역이다. 상대식 승강장 2면 2선의 구조를 갖춘 지상역이다.

## 이용 현황
| 승차 인원 추이 | 승차 인원 추이 |
| 연도           | 1일 평균       |
| -------------- | -------------- |
| 2000           | 622            |
| 2001           | 604            |
| 2002           | 601            |
| 2003           | 563            |
| 2004           | 517            |
| 2005           | 482            |
| 2006           | 471            |
| 2007           | 449            |
| 2008           | 434            |
| 2009           | 401            |
| 2010           | 373            |
| 2011           | 400            |
| 2012           | 411            |
| 2013           | 420            |

## 역 주변
- 국도 제199호선
- 와카마쓰 경정장

## 역사
- 1953년 11월 6일 : 와카마쓰 경정장에 개최되었던 제1회 전일본 모터보트 선수권 경기에 의해, 가정거장으로서 일본국유철도가 개설.
- 1962년 11월 1일 : 정거장화.
- 1987년 4월 1일 : 일본국유철도 분할 민영화에 의해, 규슈 여객철도가 승계.
- 2009년 3월 1일 : IC카드 스고카의 이용을 개시.

## 인접 역
| 지쿠호 본선            | 지쿠호 본선   | 지쿠호 본선          |
| ---------------------- | ------------- | -------------------- |
| 후지노키 와카마쓰 방면 | ■ 와카마쓰 선 | 후타지마 오리오 방면 |